# Baleine à bec de Perrin
Mesoplodon perrini
Espèce
Statut de conservation UICN

 DD  : Données insuffisantes
Statut CITES
La baleine à bec de Perrin (Mesoplodon perrini), ou Mésoplodon de Perrin, est une espèce de cétacés de la famille des Ziphiidae.
Cette espèce n'est connue que par des échouages survenus sur les côtes californiennes et par quelques observations en mer.

## Description
Taille : 4 mètres. Il existe peut-être un dimorphisme sexuel concernant la taille : les femelles pourraient être un peu plus grandes (4,4 mètres) que les mâles (3,9 mètres). Les jeunes mesurent environ 2 mètres à 2 mètres 50.
Petit Mésoplodon de couleur majoritairement grise, s'éclaircissant à mesure que l'on se rapproche du ventre de couleur blanche. Une zone plus sombre entourant les yeux et la base du rostre pourrait être un signe distinctif de l'espèce, mais le manque d'individu observé ou retrouvé rend difficile l'établissement d'une description précise de la coloration. Chez les jeunes, le sommet du dos et l'aileron peuvent être de couleur pâle.
Rostre court, muni chez le mâle de 2 dents dépassant de 3 cm à l'extrémité de la mâchoire inférieure. Le melon forme une petite protubérance sur le sommet du crâne.
Présence d'un aileron dorsal triangulaire à l'arrière du dos.

### Comportement
Très peu d'observations ont pu être réalisées, mais il semblerait qu'il se déplace seul ou en petit groupe (2 spécimens ont été aperçus côte à côte en 1976 et un spécimen solitaire en 1978).

### Confusions possibles
Il peut être confondu avec les autres Mésoplodons du Pacifique Nord (Mésoplodon de Hubbs, de Nishiwaki, de Stejneger, de Blainville et pygmée). Seuls les individus mâles adultes peuvent être différenciés des autres lors d'une observation en mer. En effet, les Mésoplodons mâles sont caractérisés par la présence, à l'âge adulte, de 2 dents plus ou moins visibles selon les espèces. Celles du Mésoplodon de Perrin sont situées à l'extrémité du rostre, à l'inverse des autres espèces qui les présentes à la base ou au centre de celui-ci.
Les mâles Mésoplodon d'Hector adultes possèdent eux aussi 2 dents visibles à l'avant du rostre, mais cette espèce n'est présente que dans l'hémisphère sud.

## Répartition et habitat
Son aire de répartition est mal connue. Le Mésoplodon de Perrin n'est connu que par 5 spécimens retrouvés échoués sur les côtes de Californie entre 1975 et 1997. On le suppose présent dans tout le Pacifique Nord.
Il passerait la majeure partie de son temps en eau profonde.

## Alimentation
Il semble se nourrir de calamars mésopélagiques (entre 200 et 1 000 mètres de profondeur).